# Bazillac
Bazillac település Franciaországban, Hautes-Pyrénées megyében. Lakosainak száma 369 fő (2022. január 1.). Bazillac Sarriac-Bigorre, Camalès, Escondeaux, Rabastens-de-Bigorre, Tostat, Ugnouas és Vic-en-Bigorre községekkel határos.

## Népesség
A település népességének változása:
| Lakosok száma | 327  | 343  | 349  | 347  | 351  | 355  | 359  | 361  | 369  |
|               | 2013 | 2015 | 2016 | 2017 | 2018 | 2019 | 2020 | 2021 | 2022 |